# Pitcairnia
Pitcairnia is een geslacht uit de bromeliafamilie (Bromeliaceae) en de onderfamilie Pitcairnioideae. Het werd vernoemd naar William Pitcairn, een Engelse arts en tuinman. De soorten komen voor in Colombia, Peru en Brazilië, maar kunnen ook worden gevonden in Cuba en van Zuid-Mexico tot in Argentinië. Eén soort (Pitcairnia feliciana) wordt gevonden in West-Afrika. Deze stamt waarschijnlijk af van zaden die door trekvogels verspreid zijn.
Bijna alle Pitcairnia-soorten zijn terrestrische of epilitische planten, en genieten van schaduw en vochtige gebieden. Echter, worden velen epifytisch groeiend in bomen gevonden.

## Externe links

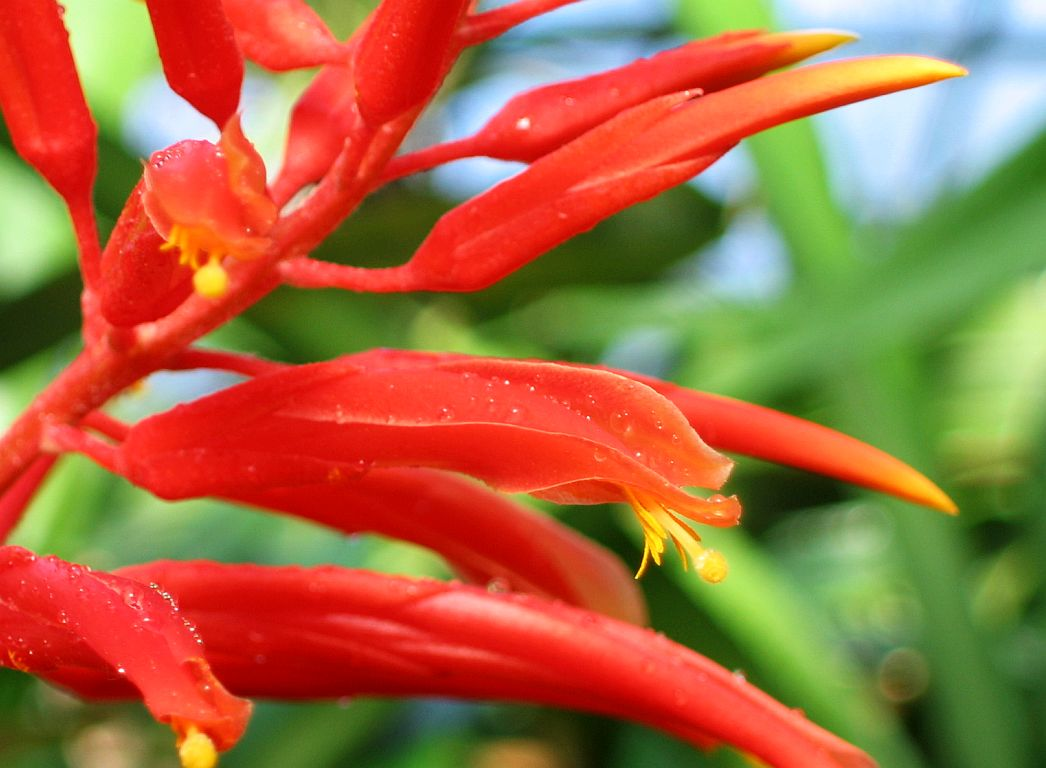
Bloeiwijze van Pitcairnia grafii
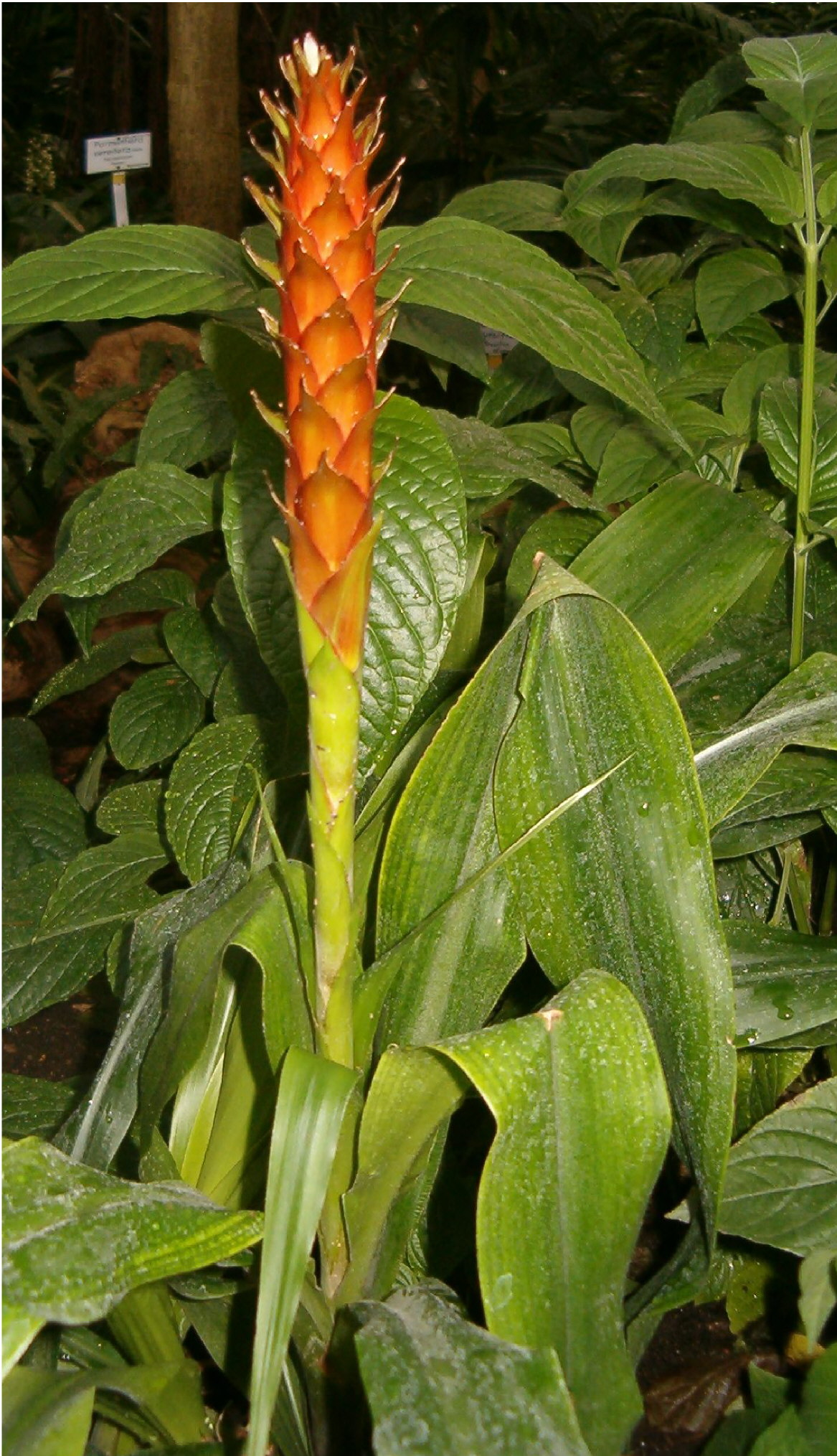
Pitcairnia wendlandii
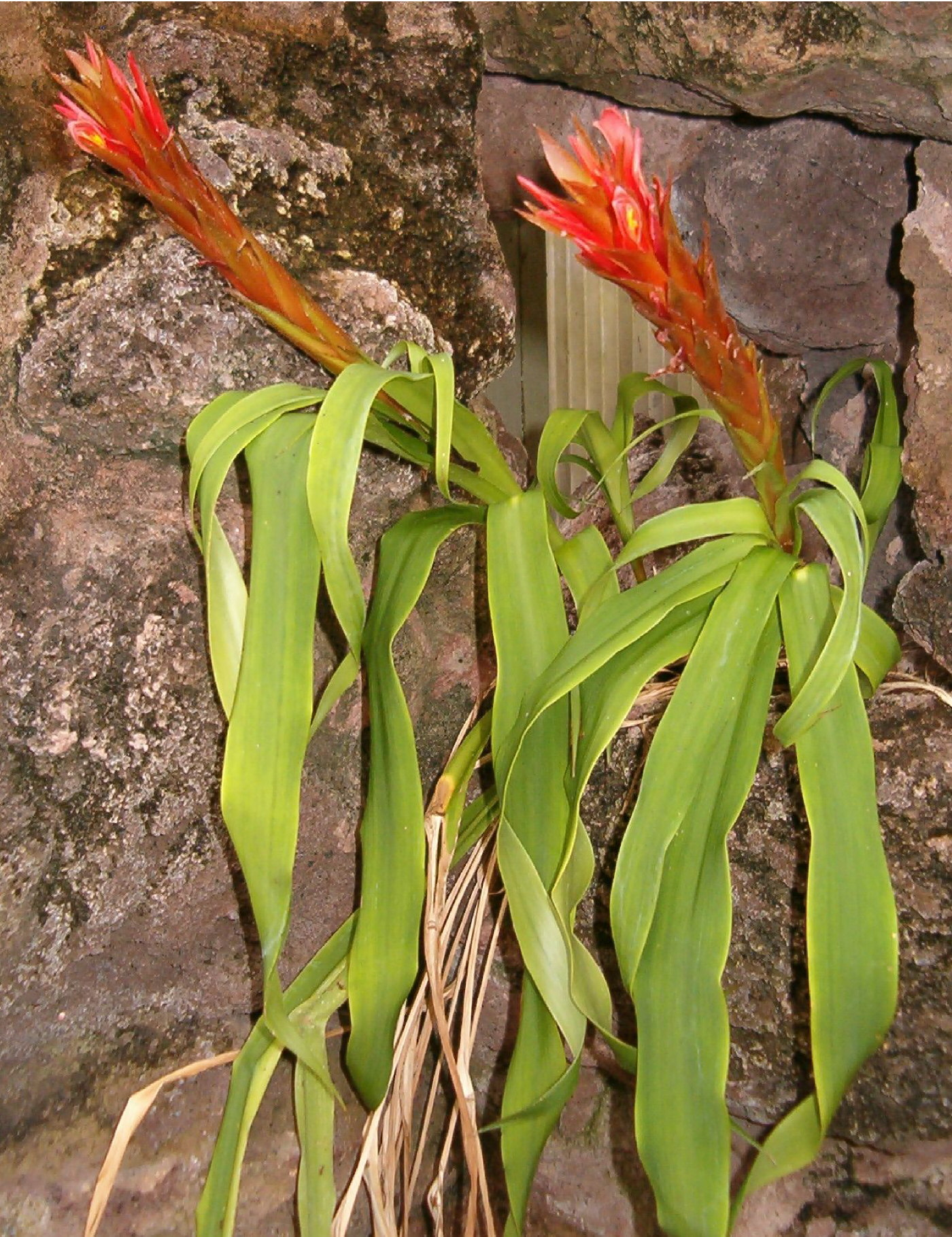
Pitcairnia heydlauffii
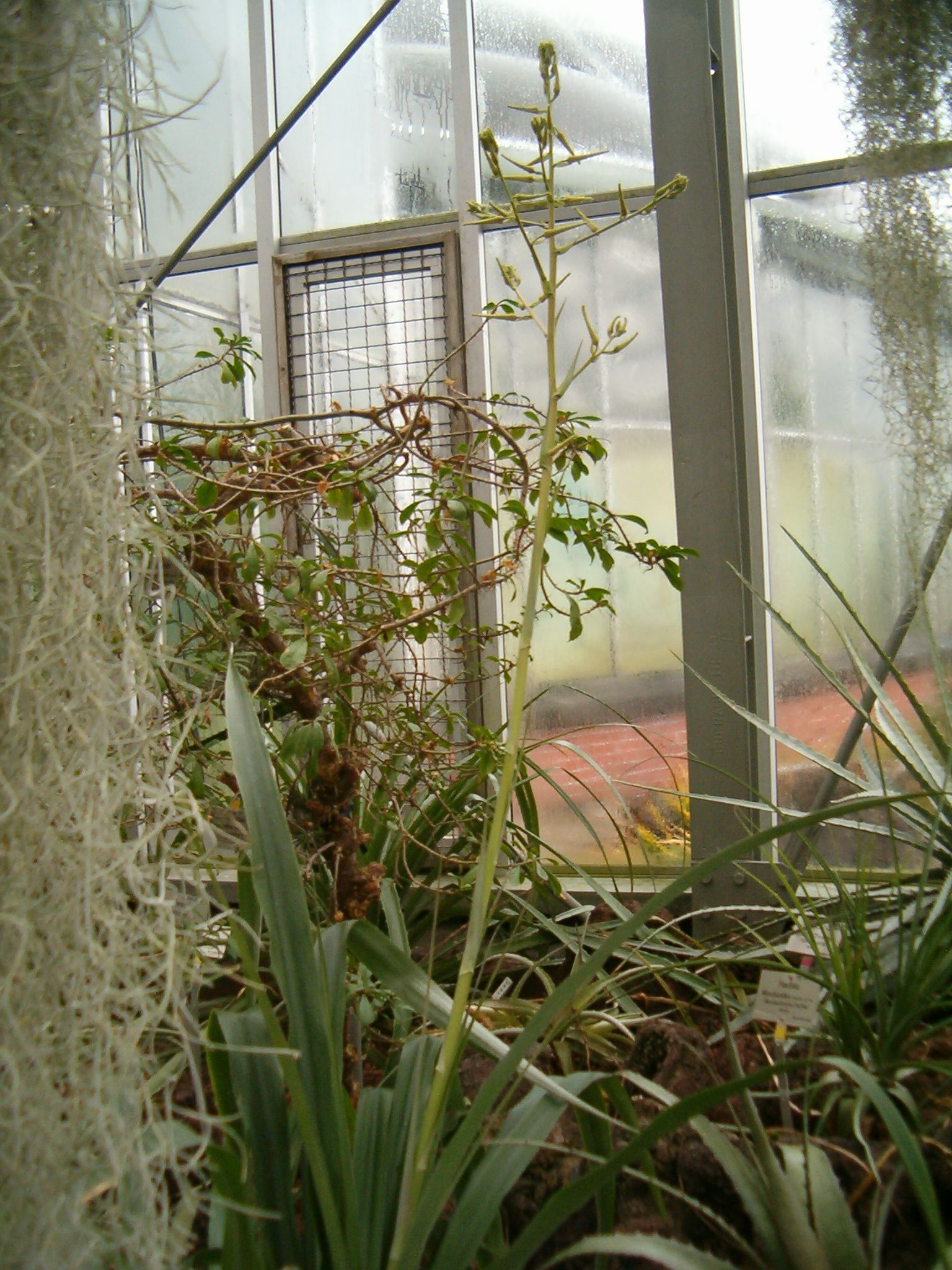
Pitcairnia echinata

## Enkele soorten
| - Pitcairnia aequatorialis - Pitcairnia alata - Pitcairnia albiflos - Pitcairnia altensteinii - Pitcairnia andreana - Pitcairnia andreetae - Pitcairnia aphelandrifolia - Pitcairnia atrorubens - Pitcairnia bergii - Pitcairnia beycalema - Pitcairnia bracteata - Pitcairnia brittoniana - Pitcairnia caduciflora - Pitcairnia carinata - Pitcairnia clarkii - Pitcairnia corallina - Pitcairnia cosangaensis - Pitcairnia darblayana - Pitcairnia devansayana | - Pitcairnia dodsonii - Pitcairnia echinata - Pitcairnia elliptica - Pitcairnia feliciana - Pitcairnia ferrell-ingramiae - Pitcairnia flammea - Pitcairnia fusca - Pitcairnia grafii - Pitcairnia heterophylla - Pitcairnia heydlauffii - Pitcairnia hirtzii - Pitcairnia integrifolia - Pitcairnia jaliscana - Pitcairnia karwinskyana - Pitcairnia lutescens - Pitcairnia maidifolia - Pitcairnia oblongifolia - Pitcairnia pavonii - Pitcairnia platyphylla | - Pitcairnia prolifera - Pitcairnia punicea - Pitcairnia reflexiflora - Pitcairnia roezlii - Pitcairnia samuelssonii - Pitcairnia simulans - Pitcairnia sodiroi - Pitcairnia staminea - Pitcairnia stevensonii - Pitcairnia tabulaeformis - Pitcairnia tabuliformis - Pitcairnia tuerckheimii - Pitcairnia undulata - Pitcairnia unilateralis - Pitcairnia violascens - Pitcairnia wendlandii - Pitcairnia xanthocalyx |